# Patrick Salameh
 (avril 2020).
Patrick Salameh, né le 21 avril 1957 à Fréjus (Var), est un tueur en série et braqueur français. Il est surnommé le « Jack l'éventreur de Marseille ».
Entre mai et novembre 2008, de nombreuses femmes disparaissent à Marseille. Malgré les enquêtes scientifiques, aucun corps n'est retrouvé.
Un témoin-clé affirme que Patrick Salameh est l'auteur de ces disparitions. Les enquêteurs découvrent alors son passé judiciaire.
Il est condamné par la justice, en avril 2014, en octobre 2015 (en première instance), puis en mai 2016 (en appel), à la réclusion criminelle à perpétuité, peine assortie d'une période de sûreté de 22 ans pour enlèvement, séquestration et viol entraînant la mort.

## Biographie

### Origine
Patrick Salameh est né le 21 avril 1957 à Fréjus, dans le Var. Il est issu d'une famille d'origine libano-syrienne composée de 9 frères et sœurs. Pendant son enfance, les Salameh déménagent dans la région de Marseille. Il décrit son enfance comme « un paradis peuplé de sauterelles et de papillons ».
Au début des années 1980, âgé de 25 ans, Patrick Salameh devient gérant d'un restaurant, le « Rock Opéra Burger », situé au cœur des quartiers « sensibles » de Marseille.
En 1983, Patrick Salameh se marie et devient père de deux enfants. Sa vie adulte est sans histoire, sur le plan familial et professionnel ; son affaire est d'abord prospère.
En 1988, son restaurant fait faillite. Ayant « toujours été dans la réussite jusque-là », Salameh ne supporte pas cet échec. Il semble qu'à ce moment-là, il serait devenu irritable et aurait basculé dans la délinquance.

### Série d'attaques à main armée
Entre septembre 1988 et février 1989, Patrick Salameh et une bande d'amis réalisent des cambriolages et des braquages, dans la région varoise. Ils s'introduisent chez des particuliers, les agressent et s'emparent de leurs biens. Ils seront surnommés « La Horde Sauvage » dans les médias. Lors des braquages du gang, Patrick Salameh est surnommé « Antoine ». Salameh et ses complices commettent cinq attaques à main armée, dont deux avec violences aggravées. Elles vaudront au gang des circonstances aggravantes :
- Le 9 décembre 1988, lors de la troisième attaque à main armée commise par « La Horde Sauvage », le mari est roué de coups, tandis que son épouse subit des sévices physiques imposés par Patrick Salameh et ses comparses[2] ;
- Le 28 février 1989, lors du cinquième et dernier braquage du gang, Patrick Salameh et ses comparses séquestrent un proche de la famille Zampa, ancienne figure du milieu marseillais, et lui volent une somme importante d'argent. Cette attaque est très médiatisée, de nombreux policiers sont mobilisés et parviennent à identifier les auteurs[2].

### Détention préventive et tentatives d'évasion
Le 28 février 1989, alors que le gang revient de son méfait, Salameh et ses complices sont arrêtés lors d'une contrôle routier. Placé en garde à vue, ils sont inculpés de vols à main armée aggravé et incarcérés à la prison des Baumettes. En détention, Salameh est accusé par ses complices d'être l'auteur des violences, ce qu'il nie. Il perd définitivement son restaurant, placé en liquidation judiciaire, ce qui accroît son envie de « se venger de la société ».
Dans la nuit du 26 au 27 juillet 1990, Salameh tente de s'évader de prison : il donne des somnifères à son codétenu, soudoie l'un de ses gardiens en lui promettant 15 000 francs pour qu'il « ferme les yeux », scie les barreaux de sa cellule, puis chute en escaladant le mur d'enceinte et se fracture la jambe.
La détention préventive de Salameh et de ses comparses dure plus de quatre ans, avant l'ouverture du procès de « La Horde Sauvage ».

### Procès, condamnation et détention
Le 10 mai 1993, le procès de « La Horde Sauvage » débute devant la cour d'assises de Draguignan. Âgé de 36 ans, Patrick Salameh comparaît accompagné de ses trois complices. Lors des réquisitions, l'avocat général requiert 20 ans de réclusion criminelle à l'encontre de Patrick Salameh. Après une semaine de procès, les jurés délibèrent pendant quatre heures afin de déterminer les peines des quatre accusés.
Le 15 mai 1993, Patrick Salameh, décrit comme étant « d'une extrême dangerosité » est condamné à 20 ans de réclusion criminelle, pour vol à main armée, séquestration, torture et attentat à la pudeur, la peine maximale.
En 1995, Salameh tente de s'évader une deuxième fois de la Prison des Baumettes. Il échoue à sa tentative et se voit rallonger sa détention.
Durant ses années d'incarcération, il se consacre à l'écriture et, surtout, à la peinture, révélant un réel talent. Ses toiles seront exposées dans plusieurs galeries. Elles sont révélatrices d'un personnage torturé.

### Libération et tentative d'enlèvement
Salameh est libéré le 29 juillet 2005, après plus de 16 ans et cinq mois de détention. Il retrouve sa famille, expose ses œuvres, et travaille également comme chef de chantier,.
Le 22 avril 2008, Salameh prend en auto-stop Laurie, 19 ans ; elle a raté le bus pour aller au lycée Diderot. Lors de trajet, Salameh lui propose un travail d’été, sous le nom d'Alain Cortès, et lui demande son numéro de téléphone, pour la contacter ensuite. Laurie refuse. Après plusieurs demandes de Salameh, elle lui laisse une adresse mail. Après avoir déposé Laurie devant son lycée, Salameh s'en va.
Salameh fixe trois rendez-vous à Laurie, devant l'arrêt de bus devant lequel il l'a accostée, mais la jeune fille ne s'y rend pas.

### Première disparition
Durant l'après-midi du mercredi 7 mai 2008, Fatima publie une annonce pour proposer ses services de baby-sitting. Se faisant passer pour un homme divorcé, Salameh la contacte et lui donne rendez-vous à 15h au Métro Malpassé, sans mentionner son nom. Il lui précise que sa femme viendra la chercher au volant d'une Volkswagen grise à la sortie du métro. Ce dernier se situe non loin de la garçonnière de Patrick Salameh.
Mehdi, le petit ami de Fatima l'accompagne sur les lieux, ils se quittent peu avant le rendez-vous. Ils conviennent de se rappeler dans quelques heures ; deux heures plus tard, le petit ami reçoit un texto : « J'ai rencontré une ancienne amie, je serai de retour ce week-end. » Il ne reconnait pas le comportement de sa copine, ni sa manière d'écrire. Il tente de la joindre, n'y parvient pas, le téléphone de Fatima est éteint.
Le lendemain, sa famille et son petit ami, sans nouvelles, vont au commissariat signaler la disparition de la jeune fille. Les enquêteurs retracent l'appel que Fatima a reçu pour le babysitting. Il a été émis depuis une cabine à la gare Saint-Charles de Marseille. Ce sera le seul élément de la police pour résoudre l'enquête.

### Disparitions de prostituées
Dans la nuit du 27 au 28 septembre 2008, Salameh aborde Soumia El Kandadi, prostituée de 24 ans, sur le boulevard Sakakini ; il lui proposant 400 euros pour une passe à son domicile. Il l’emmène en voiture jusqu’à son domicile et la fait entrer. Peu après, il change de comportement, se montre agressif et violent. Il l'insulte, la frappe et la traîne par les cheveux, avant de la violer quatre heures durant. Il l'emmène ensuite dans la salle de bains, (Elle dira plus tard qu'un corps s'y trouvait), et menace de la tuer si elle se débat. À l'issue de l'agression, Salameh relâche Soumia, en lui donnant 900 euros.
En octobre et novembre 2008, la Cité phocéenne enregistre la disparition de trois prostituées, en l'espace de trente-trois jours :
- Le 5 octobre 2008, Iryna Sytnyk, prostituée ukrainienne de 42 ans, disparaît durant la soirée[10] ;
- Le 22 octobre 2008, Cristina Bahulea[11], prostituée de 23 ans, originaire de Roumanie, disparaît à son tour ;
- Le 7 novembre 2008, au soir, Zineb Chebout[12], prostituée algérienne de 28 ans, sort de chez elle pour une course et disparaît.

### Une témoin-clé
La première piste des enquêteurs fait référence à un tueur en série qui sévirait à Marseille. Il enlèverait et tuerait des femmes du même profil : des prostituées étrangères. Les enquêteurs ne disposent ni d'indice et ni de suspect.
Le cours de l'enquête change lorsque Soumia El Kandadi, donne aux enquêteurs le nom de Patrick Salameh. Elle aurait constaté qu'un corps inerte gîsait dans la baignoire de son agresseur. Ce dernier lui aurait précisé : « Voilà le sort que je réserve aux femmes qui ne m'obéissent pas. »
Une autre piste va conforter les enquêteurs sur la piste de Salameh. Le téléphone de l'une des prostituées continue d'émettre un signal après sa disparition. Les services de police localisent ce dernier, et le retrouvent dans un quartier de Marseille. Un enfant a récupéré la carte SIM : elle lui aurait été remise par un certain Patrick Salameh. Salameh s'est emparé des cartes SIM de ses victimes et les a données. Cette technique permettait de faire croire aux policiers que les disparues étaient toujours en vie, puisque leur numéro de téléphone continue d'émettre un signal localisable.

### Arrestation, incarcération et mise en cause
Dans la soirée du 12 novembre 2008, les enquêteurs arrêtent Salameh et le placent en garde à vue. Son domicile de Saint-Mitre est perquisitionné. Soumia El Kandadi guide les enquêteurs vers le lieu où elle aurait aperçu le cadavre d'une femme et où Patrick emmenait les prostituées. Il s'agit de sa garçonnière, petit studio adjacent à son domicile principal ; il est passé au peigne fin.
Les enquêteurs ne retrouveront pas le corps évoqué par Soumia, mais retrouvent de l'ADN appartenant à Iryna Sytnyk et Zineb Chebout, et certains de leurs effets personnels, comme des bijoux et des sous-vêtements. Les deux prostituées ont donc bien fréquenté la garçonnière de Salameh. Aucune trace de sang n’est découverte.
Lors de sa première audition, Salameh nie fréquenter les prostituées. Il réfute toute accusation de disparitions ou de meurtres, en se disant « rangé » de la délinquance et de tout crime.
Le 14 novembre 2008, Salameh est mis en examen pour « enlèvement et séquestration » et « violences ayant entraîné la mort », à l'encontre d'Iryna Sytnyk et de Zineb Chebout, et placé en détention provisoire à la Prison des baumettes.
Des battues sont organisées, sans résultat.
Le 11 mars 2009, une reconstitution a lieu, Salameh refuse de collaborer. Son domicile est de nouveau perquisitionné : une trace de sang est détectée. Les analyses ADN établissent que le sang retrouvé appartient à Christina Bahulea.
Le 15 avril 2009, Salameh est extrait de la Prison des baumettes et placé en garde à vue pour la disparition de Christina. Le lendemain, Salameh est mis en examen « enlèvement et séquestration » et « violences ayant entraîné la mort », à l'encontre de Christina Bahulea, puis regagne sa cellule d'isolement.

### Lien avec une autre affaire
Les enquêteurs élargissent leurs recherches et se demandent si Cristina, Zineb et Iryna sont les seules victimes de Patrick Salameh. Ils font alors le lien avec Fatima Saiah.
C'est la jeune étudiante de 20 ans, disparue à Marseille quelques mois avant la disparition des prostituées, le mercredi 7 mai 2008, à la suite d'une annonce pour proposer ses services de baby-sitting. Les enquêteurs vont retracer l'appel téléphonique qu'elle a reçu. Il a été émis depuis une cabine à la gare Saint-Charles de Marseille.
Une personne sans domicile fixe, ayant pour habitude d'utiliser la cabine téléphonique de la gare, va formellement reconnaître Patrick Salameh.
Le 4 mai 2011, Salameh est extrait de la Prison des baumettes et placé en garde à vue pour la disparition de Fatima. Il nie et affirme être dénoncé à tort par la témoin le reconnaissant. Il modifie cependant ses précédentes déclarations, reconnaissant avoir fréquenté les trois prostituées, mais nie être à l'origine des disparitions. L'ADN de Fatima n' pas été retrouvé chez Salameh, seul le témoignage de la sans domicile fixe l'incrimine.
Salameh est mis en examen, le 6 mai 2011, pour  « enlèvement et séquestration » et « violences ayant entraîné la mort », à l'encontre de Fatima Saiah, dont le corps n'a pas été retrouvé.

### Expertises et renvois devant les assises
Lors de sa détention, Salameh est examiné par le Dr Daniel Zagury. Selon lui, Salameh ne présente aucune pathologie mentale et peut être qualifié de « psychopathe », avec des éléments caractéristiques de perversité sexuelle ; il conclut que la façon de Patrick Salameh de se présenter comme un « Monsieur tout le monde » révèle un profil de « Dr Jekyll et Mr Hyde ».
Le 12 octobre 2012, Patrick Salameh est renvoyé devant la cour d'assises d'Aix-en-Provence, pour les meurtres d'Iryna Sytnyk, de Cristina Bahulea et de Zineb Chebout (perpétrés entre octobre et novembre 2008).
Il fait également l'objet d'un renvoi devant la cour d'assises des Bouches-du-Rhône, pour le meurtre de Fatima Saiah, trois semaines avant son premier procès, le 24 février 2014.

### Procès et condamnations

#### Jugement en première instance de l'affaire des prostituées
Le procès de Patrick Salameh débute le 17 mars 2014, à la cour d'assises d'Aix-en-Provence.
Il comparaît pour enlèvement, de séquestration, de viol suivis de mort sur la personne d'Iryna Sytnyk, de Cristina Bahulea et de Zineb Chebout et pour la séquestration et le viol de Soumia El Kandadi.
Salameh arbore un air ordinaire, mais un regard froid. Lors du jugement, il demande de nouveau son renvoi, et incite les protagonistes à consulter son site internet, où il explique en détails ses faits et gestes. Il se dit toujours innocent des disparitions et du viol de Soumia. Selon lui, tout repose sur des accusations verbales et des présomptions. L'avocat général voit en lui l'un des plus grands tueurs en série français du début du XXIe siècle.
Le 3 avril 2014, Patrick Salameh est condamné à la réclusion criminelle à perpétuité, assortie d'une période de sûreté de 22 ans. Il fait appel de cette décision.

#### Jugement en première instance de l'affaire Saiah
Salameh comparaît de nouveau, le 12 octobre 2015, devant la cour d'assises des Bouches-du-Rhône.
Il est jugé pour l'enlèvement suivi de la mort de Fatima Saiah, jeune lycéenne, dont le corps n'a jamais été retrouvé. L'avocate générale décrit le dossier comme atypique : aucune trace de la disparue n'a été retrouvée chez l'accusé, alors que les témoignages accusent fortement Salameh. Elle décrit les diverses tentatives d'enlèvement opérées par Salameh, avant la disparition de la victime : Laurie, qu'il avait pris en auto-stop et qu'il avait tenté de recontacter, puis une jeune femme, elle aussi recrutée pour du baby-sitting, qui s'était désistée.
Le 22 octobre 2015, Patrick Salameh est également condamné à la réclusion criminelle à perpétuité, assortie d'une période de sûreté de 22 ans. Il fait également appel de cette décision. Les deux procès de Salameh étant rapprochés, il est décidé de le rejuger en un seul procès.

#### Jugement en appel pour les deux affaires
Le 18 avril 2016, Patrick Salameh est jugé en appel, devant la cour d'assises du Var. Il est alors âgé de 59 ans et incarcéré depuis 7 ans et 5 mois.
Salameh nie toujours les quatre assassinats ; les corps n'ont jamais été retrouvés. Salameh est décrit comme « dangereux » et « difficilement curable », avec un risque de récidive très élevé.
Le 19 mai 2016, Patrick Salameh est à nouveau reconnu coupable des trois meurtres ainsi que du viol de Soumia. À la suite des délibérations, Salameh est une nouvelle fois condamné à la réclusion criminelle à perpétuité, assortie d'une période de sûreté de 22 ans.
Patrick Salameh et ses avocats forment un pourvoi en cassation ; il est rejeté le 11 juillet 2017.

### Vie en prison
Incarcéré depuis novembre 2008, Patrick Salameh sera accessible à une libération conditionnelle à partir de 2030[réf. nécessaire].

### Documentaires télévisés
- « L'éventreur de Marseille, le mystérieux Patrick Salameh » dans Les faits Karl Zéro.
- « Jack l'éventreur à Marseille » (deuxième reportage) dans « ... à Marseille » le 25 février 2013 dans Crimes sur NRJ 12.
- « Patrick Salameh, Le Jack l'Ėventreur de Marseille » dans Faites entrer l'accusé sur RMC Story le 10 octobre 2021.

### Émission radiophonique
- « Patrick Salameh, tueur en série » le 26 octobre 2015 dans L'Heure du crime par Jacques Pradel sur RTL.